# Stjepko Ilijić
Stjepko Ilijić (Stari Grad, 1. rujna 1864. − Zagreb, 6. veljače 1933.) je hrv. književnik i prevoditelj. Pisao je pjesme i prozu, kritike, recenzije, osvrte i rasprave iz dječje psihologije i ekonomije.
Otac je hrv. književnice Verke Škurle-Ilijić. Po struci je bio učitelj.

## Životopis
Rodio se je 1884. godine. U Zadru je završio učiteljsku školu. Do 1899. radio je kao učitelj po austrijskoj carskoj pokrajini Dalmaciji, a potom je kao učitelj djelovao u BiH, najviše u Mostaru sve do 1917. godine. Uređivao je časopis Učiteljsku zoru.

## Djela
Književna:
- Pjesme u stihu i prozi, knjiga domoljubnih i refleksivnih idealističkih pjesama
- dopjevao je spjev Petra Preradovića Lopudska sirotica
- Ali-beg Čengijić i Biserka, romantični ep

Prijevodi:
- s talijanskog na hrvatski: Ugo Foscolo
- s hrvatskog na talijanski: Silvije Strahimir Kranjčević